# Centro Internacional de Convenciones de Cebú

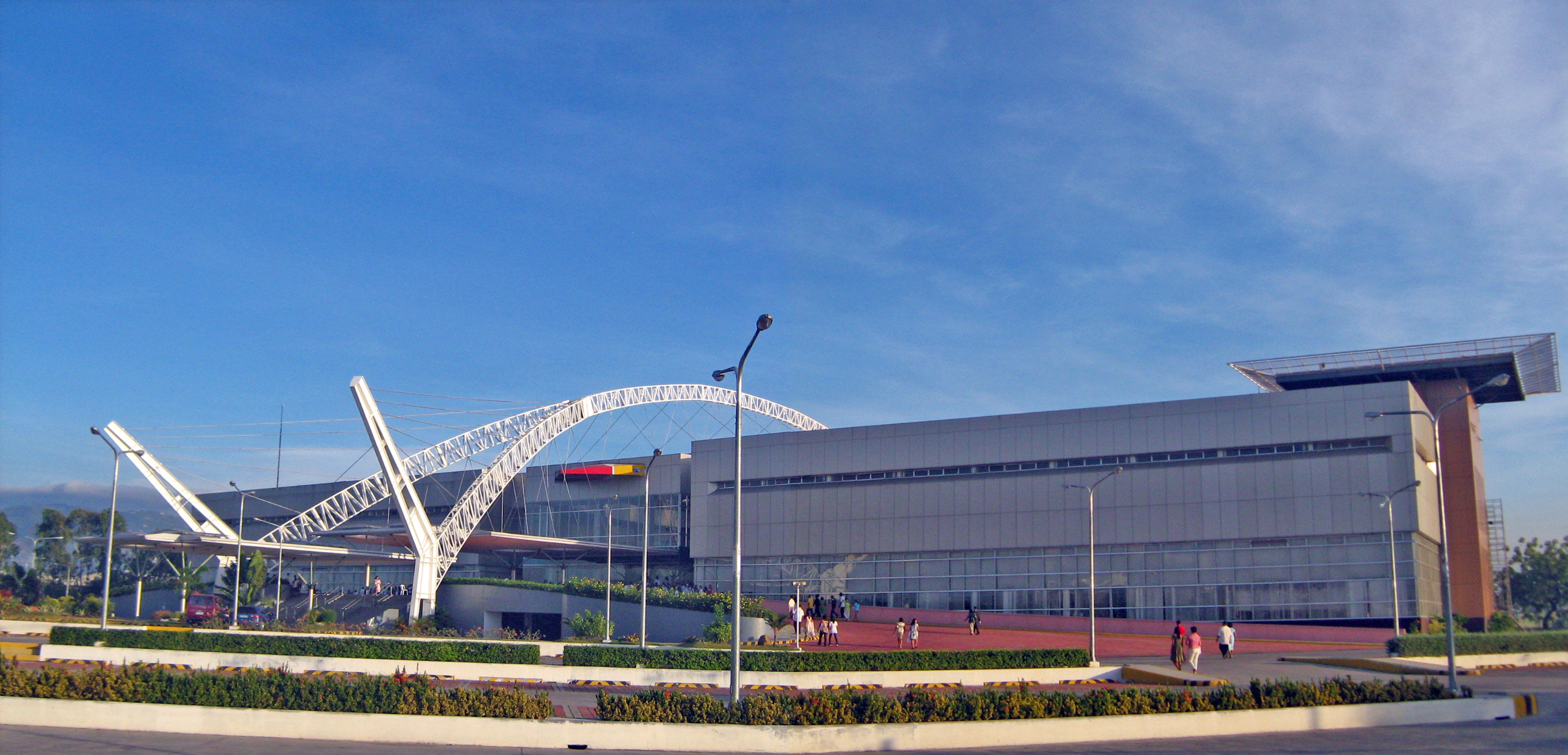
Centro Internacional de Convenciones de Cebú.

El Centro Internacional de Convenciones de Cebú (CICC) es una estructura de tres plantas en Filipinas construida por el gobierno de la provincia de Cebú. Fue diseñado por el arquitecto Manuel Guanzón y está situado en el área de reclamación de la ciudad de Mandaue.
El 12.º Cumbre de la ASEAN y el 2.º Cumbre del Este de Asia fueron celebrados aquí.